# دافني كامبل
دافني كامبل (بالإنجليزية: Daphne Campbell)‏ هي ممثلة أسترالية، ولدت في 1924، وتوفيت في 15 أكتوبر 2013.